# Erreur absolue
 (mars 2015).
L'erreur absolue (ou incertitude absolue) mesure l'imprécision sur une mesure que nous effectuons.
L'erreur absolue est : {\displaystyle \delta \alpha =|V_{approchee}-V_{reelle}|}

Elle est appelée absolue, car elle est le résultat de la valeur absolue de la différence entre
- d'une part la valeur réelle de la grandeur que l'on mesure
- et d'autre part une valeur de référence que nous avons choisie comme une bonne approximation de celle-ci.

Elle est donc toujours un nombre positif.
Si on note x la valeur réelle, α la valeur de référence, et δα l'erreur absolue, on peut écrire :
δα = |α-x| = |x-α|

Par exemple, si nous souhaitons mesurer une longueur en centimètres et que cette longueur est supérieure ou inférieure de moins de 0,5cm à une valeur de référence α en centimètres, on a :
δα < 0,5
Ce qui se traduit par un intervalle de valeurs pour x (valeur réelle de la longueur) :
|α-x| < 0,5
Soit : α-0,5 < x < α+0,5
Ou encore : x est dans l'intervalle [ α-0,5 ; α+0,5 ]

On utilise l'erreur absolue pour calculer l'erreur relative.
En métrologie, on est souvent amené à la donner sous forme d'un intervalle de confiance, choisi le plus souvent comme égal à une déviation standard, soit une probabilité de 68% que la valeur exacte se trouve dans cet intervalle ; on parle alors d'incertitude standard.